# Astro Black
Astro Black ist ein Jazzalbum von Sun Ra. Die am 7. Mai 1972 im El Saturn Studio in Chicago entstandenen Aufnahmen erschienen 1973 auf Impulse! Records. In remasterter Form wurde das Album am 23. April 2018 bei Modern Harmonic Records wiederveröffentlicht.

## Hintergrund
Nach Jahren der Veröffentlichung von Alben auf seinem eigenen Saturn-Label unterschrieb der Bandleader Sun Ra 1972 einen Vertrag bei Impulse! Records, inzwischen im Besitz von ABC Records. Mit dem Produzenten Ed Michel wurden neben einer Serie von Neuauflagen früherer, schwer zu findender Saturn-LPs auch neue Aufnahmeprojekte vereinbart.
Die erste Session, die zur LP Astro Black führte, wurde 1973 im  quadraphonischen Format aufgenommen und veröffentlicht (war aber auch auf Stereo-Plattenspielern abspielbar). Das Unterfangen signalisierte eine Kampagne seitens des Produzenten Ed Michel, um Sun Ra dem Mainstream näher zu bringen und sein Publikum zu erweitern, ohne die künstlerische Integrität zu opfern, notierte Irwin Chusid in den Liner Notes.
Eine kurze Chronik von Sun Ras Zusammenarbeit mit dem Impulse! Label gibt  Ashley Kahn in seinem Buch The House That Trane Built: The Story of Impulse! Records. Darin enthalten ist die folgende Anekdote von Ed Michel, in der er sich an seine erste Sun-Ra-Abmisch-Session im Jahr 1972 erinnert:

„Ich mochte es, an der Schmerzgrenze zu mischen. Es war wirklich laut. Wir haben es quadraphonisch in einem relativ kleinen Raum abgemischt. Sun Ra schlief tief und schnarchte laut. Aus irgendeinem Grund stoppte ich das Band mitten in der Melodie. Er erwachte, wirbelte mit dem Kopf herum wie eine Eule – ging im ganzen Zimmer umher und überprüfte alles. Er sagte: ‚Du Erdenmensch schlafen zu viel.' Er senkte den Kopf und fing wieder an zu schnarchen.“

Ed Michels Bemühungen waren letztlich zum Scheitern verurteilt; das Label erlitt durch das Sun-Ra-Projekt kommerzielle Verluste und verlor das Vertrauen in dessen „Avantgarde-Space-Funk“. Innerhalb von zwei Jahren, nach einer Unternehmensumstrukturierung, gab ABC Records das Sun-Ra-Projekt von ABC Records auf.

## Titelliste
- Sun Ra: Astro Black (Impulse AS-9255, Saturn Research AS-9255)[3]
  - A1  Astro Black 10:59
  - A2  Discipline "99" 4:47
  - A3  Hidden Spheres 7:04
- The Cosmo-Fire
  - Ba  Part 1 6:59
  - Bb  Part 2 7:04
  - Bc  Part 3 4:25

- Sun Ra: Astro Black (Remastered)

1. Astro Black 10:51
2. Discipline 99 4:42
3. Hidden Spheres 6:59
4. The Cosmo-Fire (Complete Version) 18:23

Die Kompositionen stammen von Sun Ra.

## Rezeption
Nach Ansicht von Chris May, der das Album in All About Jazz rezensierte, zählt Astro Black zu den zehn besten afrofuturistischen Alben Sun Ras.
Brian Olewnick verlieh dem Album in Allmusic vier Sterne und schrieb, als eines von wenigen Alben, die Sun Ra in den frühen 1970er-Jahren auf Impulse! veröffentlichte, biete Astro-Black ein einigermaßen umfassendes Bild davon, wo sich das Arkestra [musikalisch] zu dieser Zeit befand, das Ende seiner ultra-freien Phase erreichte und schließlich anfing, einige traditionelle  Jazzformen zu untersuchen. Der eröffnende Titeltrack erkundet die spacigere Seite des Arkestra und klingt ein bisschen wie eine ruhigere Alternative zu seinem bekannten „Space Is the Place“ mit June Tysons ätherischen Gesang und dem gespenstischen Synthesizer des Bandleaders. Astro-Black sei bei weitem nicht das beste Werk dieses Musikers, aber ein ordentlicher Einstieg in seine einzigartige Klangwelt.
Auch wenn Ed Michels Versuch, Sun Ras Musik dem Mainstream-Publikum näher zu bringen, bald abgebrochen wurde, habe das Sisyphos-Unternehmen von Impulse! doch einige lohnende neue Musik hervorgebracht, schrieb Reissue-Produzent Irwin Chusid. Astro Black sei 1973 eine Rückkehr zur Quasi-Zugänglichkeit gewesen, weg – wenn auch nicht vollständig – vom „Anti-Jazz-Experimentalismus“ der späten 1960er-Jahre und hin zu Synthesizer-getriebenen Space-Jams. Die Bläsergruppe des Arkestra war immer noch prominent besetzt, aber auf Seite 1 der LP sei die Musik größtenteils von der treibenden Rhythmusgruppe des zurückkehrenden Bassisten Ronnie Boykins und des Schlagzeugers Tommy Hunter (zusammen mit einem Bataillon afrikanischer Perkussion) verankert. Mit Sun Ra hinter seinem Minimoog sei dies ein [typisches] Album der 1970er-Jahre. Aber wie jeder Zuhörer bestätigen wird, sei es auch ein Sun-Ra-Album.
Seite B der Original-LP (in der Neuausgabe Track 4) besteht aus „The Cosmo-Fire“, einer weitläufigen, 18-minütigen jenseitigen Angelegenheit dirigierter afro-futuristischer Improvisation, die von Boykins’ einfallsreichem Bass vereint und von Sun Ras Synthesizer und Orgel unterbrochen wird. Nach Ansicht des Autors stellt dieses Werk einen kompromisslosen Kontrast zur A-Seite des Albums dar und beweise, dass Sun Ra trotz des Major-Label-Upgrades entschlossen war, seine Zuhörer weiterhin herauszufordern.
John Diliberto (Echoes.org) schrieb, dies sei wahrscheinlich das beste Beispiel für den musikalischen Ausdruck des Afrofuturismus von Sun Ra. Der Titeltrack sei ein weiterer Groove-zentrierter Song von Ra mit heftigen Synthesizer-Lavieren, während June Tyson gesanglich Ras Mythologie entfalte.
Sean Kitching schrieb in The Quietus, der eröffnende Titeltrack mit seinen tief nachhallenden Bläsern, Ronnie Boykins’ beharrlichem Bass und June Tysons unglaublicher Gesangsdarbietung von Sun Ras Poesie sei absolut unverzichtbar. Seine Worte würden wie ein missionarisches Statement oder ein Fanfarenruf klingen: „Astro black mythology/Astro timeless immortality/Astro thought in mystic sound/Astro black of outer space/Astro natural of darkness stars/Astro reach beyond the stars/Out to endless endlessness/Astro black American.“